# قرار مجلس الأمن التابع للأمم المتحدة رقم 2044
قرار مجلس الأمن التابع للأمم المتحدة رقم 2044، المتخذ بالإجماع في 24 أبريل 2012.

## روابط خارجية
- نص القرار في undocs.org